# Serednie
Serednie (ukr. Середнє, ros. Среднее, słow. Seredně, węg. Szerednye) – osiedle typu miejskiego w rejonie użhorodzkim obwodu zakarpackiego Ukrainy.

## Historia
Pierwsza wzmianka o miejscowości pochodzi z XIV wieku, status osiedla typu miejskiego posiada od 1971 r. 

## Zabytki
- zamek - zbudowany w XIII w. przez zakon templariuszy, w rękach których był do 1312 r.[2] Kolejnym właścicielem był zakon św. Pawła Pierwszego Pustelnika (paulini). Obiekt na początku XVIII w. został zniszczony i od tego czasu jest ruiną. Do współczesnych czasów ocalały pozostałości romańskiej baszty o wymiarach 17x18 m o ścianach grubych na 2,5 m[2].